# Niszczyciele rakietowe projektu 61
Niszczyciele rakietowe projektu 61 (w kodzie NATO typ Kashin) – radzieckie okręty, budowane od lat 60. XX wieku. Określane też są od nazwy pierwszego okrętu jako typ Komsomolec Ukrainy. W rzeczywistości w ZSRR klasyfikowano je początkowo jako dozorowce, a następnie duże okręty przeciwpodwodne, jednakże na świecie uważa się je na ogół za niszczyciele rakietowe. Dla radzieckiej marynarki wojennej zbudowano 20 jednostek, z czego jedną wydzierżawiono a następnie sprzedano Polsce (ORP „Warszawa”), a pięć dalszych zbudowano dla Indii. Były to pierwsze duże okręty na świecie napędzane wyłącznie turbinami gazowymi.

## Historia powstania i budowa
Okręty projektu 61 powstały w odpowiedzi na potrzebę posiadania nowoczesnych jednostek eskortowych, wówczas określanych jako dozorowce, służących do ochrony zespołów floty przed okrętami podwodnymi i lotnictwem. Zbiegło się to z wprowadzeniem pierwszych radzieckich systemów morskich przeciwlotniczych pocisków rakietowych, które przeznaczono na uzbrojenie nowo projektowanych okrętów. Marynarka w 1956 roku prowadziła prace studyjne i opracowywała wymagania taktyczno-techniczne dla nowego okrętu, a 30 kwietnia 1957 roku jego charakterystykę zatwierdziła Rada Ministrów ZSRR. Projektowanie zlecono leningradzkiemu biuru konstrukcyjnemu CKB-53, a głównym konstruktorem był B. Kupienski. Wstępny projekt władze zatwierdziły we wrześniu 1957 roku, a projekt techniczny 15 sierpnia kolejnego roku. Warto zaznaczyć, że ostateczny projekt z poprawkami został zatwierdzony w 1965 roku, już w trakcie budowy serii.
Oficjalnie stępkę pod budowę pierwszego okrętu położono w stoczni im. 61 Komunardów w Mikołajowie 15 września 1959 roku, lecz faktycznie budowę prowadzono już od września 1958 roku. Nosił on pierwotnie tylko oznaczenie SKR-25, po czym w październiku 1962 roku  przemianowano go na „Komsomolec Ukrainy”. Wodowany 31 grudnia 1960 roku, od października do grudnia 1962 przechodził próby państwowe i wszedł do służby 31 grudnia 1962 roku. W sumie marynarka ZSRR zamówiła budowę 20 okrętów, z czego większość – 15 w stoczni im. 61 Komunardów w Mikołajowie, a pięć w stoczni im. A.A. Żdanowa w Leningradzie. Budowa serii rozciągnęła się znacznie w czasie: okręty seryjne wchodziły do służby od grudnia 1963 aż do 1973 roku, najwięcej – po trzy w latach 1965 i 1966. W Mikołajowie po kilka okrętów mogło być budowanych na pochylniach równocześnie, lecz w tym czasie powstawały tam też inne okręty. Po oddaniu do służby pierwszych okrętów, usuwano na nich jeszcze przez pewien czas liczne usterki. Koszt okrętów malał w miarę budowy serii i wynosił od 30 (pierwszy okręt) do 17,5 milionów rubli. W latach 80. zbudowano jeszcze pięć okrętów według ulepszonego projektu eksportowego 61ME dla Indii.
Okręty projektu 61 były początkowo oficjalnie klasyfikowane jako dozorowce (SKR – storożewoj korabl), a 19 maja 1966 roku przeklasyfikowano je na duże okręty przeciwpodwodne (BPK – bolszoj protiwołodocznyj korabl). Okręty zmodernizowane z zastosowaniem pocisków przeciwokrętowych (proj. 61M/MP) przeklasyfikowano 28 czerwca 1977 roku na duże okręty rakietowe (BRK – bolszoj rakietnyj korabl), po czym 14 października 1980 roku ponownie na BPK, a w styczniu 1992 roku, kiedy przedstawiały już niewielką wartość bojową, z powrotem na dozorowce (SKR) II rangi. Klasy SKR i BPK odpowiadały w zasadzie przeznaczeniem klasie fregat (nie istniejącej pod tą nazwą w ZSRR), lecz z uwagi na spore rozmiary i bogate uzbrojenie, okręty te w piśmiennictwie zachodnim są określane powszechnie jako niszczyciele rakietowe (ang. missile destroyer). Tak też klasyfikowane były we flotach Indii i Polski. W kodzie NATO oznaczono je jako typ Kashin. Nadano im głównie nazwy pochodzące od przymiotników, noszone wcześniej przez radzieckie niszczyciele, z wyjątkiem głównego okrętu „Komsomolec Ukrainy”, noszącego nazwę na cześć organizacji Komsomołu, oraz pary noszącej nazwy od czarnomorskich krążowników z okresu II wojny światowej („Krasnyj Kawkaz” i „Krasnyj Krym”). Cztery pierwsze na etapie budowy miały tylko oznaczenia SKR z numerami, lecz do służby wstąpiły już pod nazwami.

## Opis konstrukcji i ocena

### Architektura i kadłub

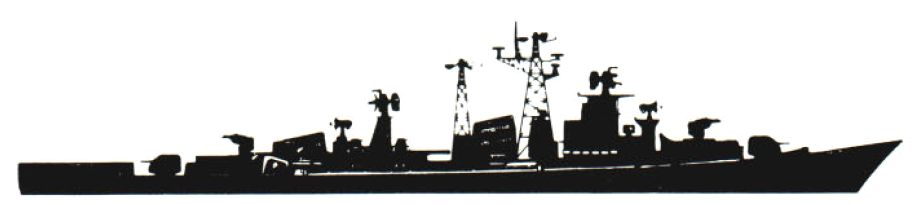
Sylwetka proj. 61MP

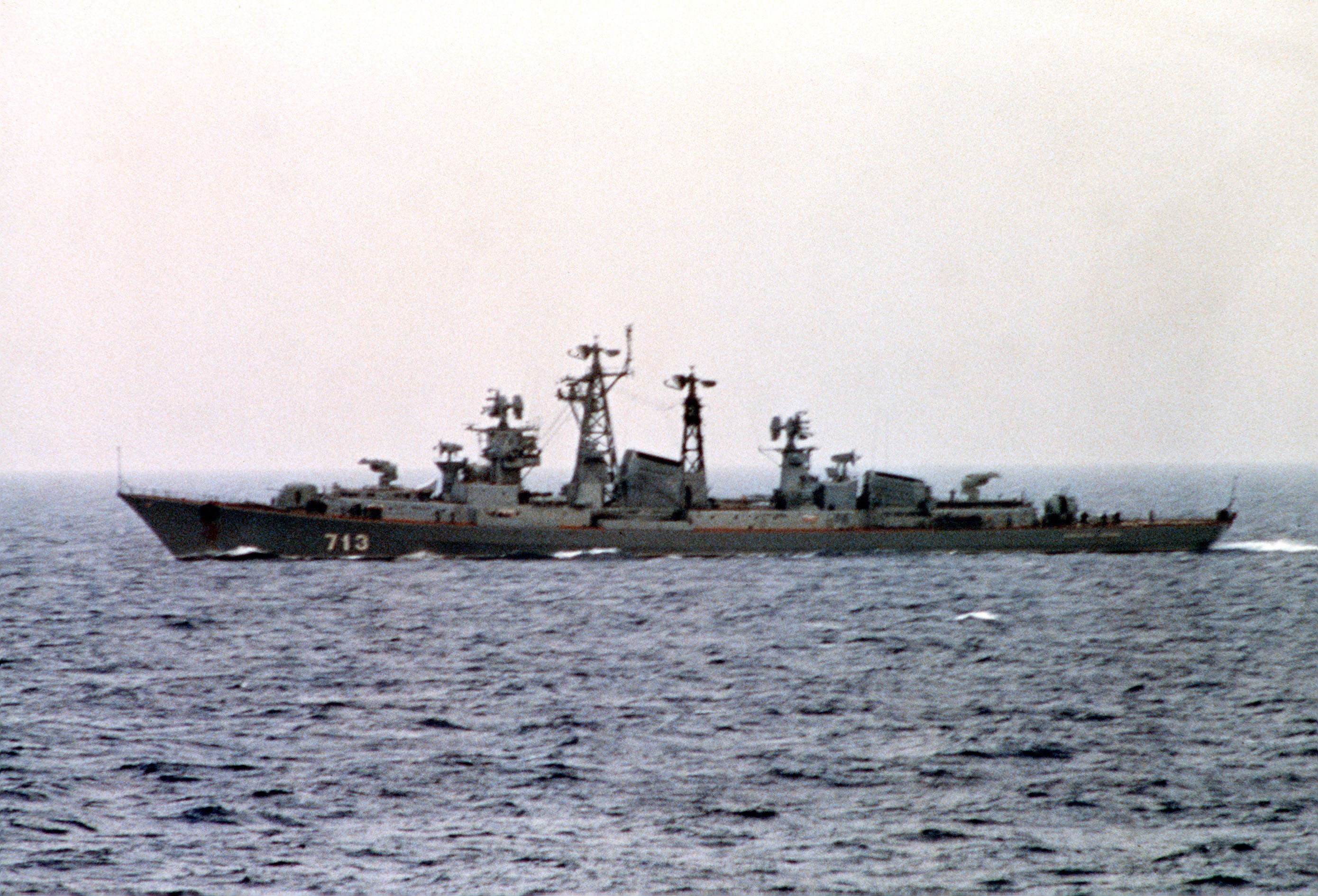
„Komsomolec Ukrainy”, 1983

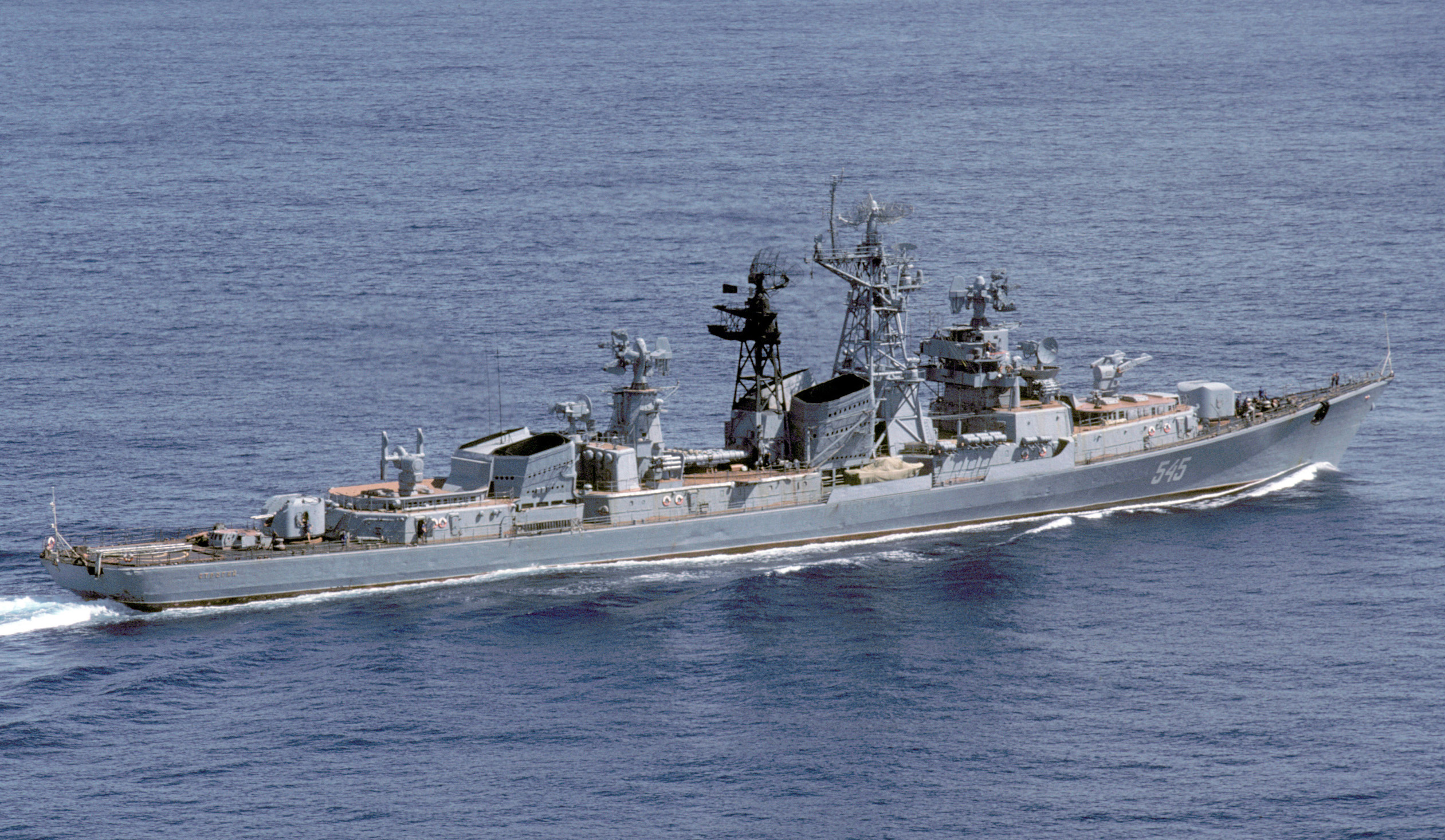
„Strogi”, 1985

Okręty miały charakterystyczną, wysmukłą sylwetkę, z gładkopokładowym kadłubem z silnie wznoszącym się ostrołukowym dziobem i lekkim wzniosem rufy oraz długim zespołem nadbudówek, ciągnącym się na ok. 2/3 długości pokładu. Charakterystycznym elementem były także dwa piramidowe kratownicowe maszty, a przed nimi i za nimi, na wysokich podstawach, stacje Jatagan naprowadzania pocisków przeciwlotniczych. Sylwetka okrętów stwarzała wrażenie „piramidy”, której kulminację stanowił główny pierwszy maszt, umieszczony na śródokręciu. Nietypowe były też dwie pary niskich i szerokich kominów, stanowiących wyloty spalin z turbin gazowych, rozsuniętych na burty i lekko skierowanych wylotami w ich stronę, w dwóch grupach, przedniej i tylnej.
Kadłub wykonany był ze stali, w podłużnym układzie naboru i dzielił się poprzecznie na 14 (na części okrętów 15) przedziałów wodoszczelnych. Dla polepszenia własności morskich w stosunku do poprzednich projektów podniesiono wysokość burt do 8,1 m na śródokręciu i aż 13,2 m na dziobie. Wyporność standardowa okrętów I serii wynosiła 3440 t, normalna: 4000 t, a pełna: 4390 t. W II serii wyporność uległa zwiększeniu do odpowiednio: 3550, 4030 i 4510 t, a w zmodernizowanym projekcie 61M do: 4010, 4490 i 4975 t. Kadłub miał długość całkowitą 144 m, a na linii wodnej 132 m (po modernizacji uległa zwiększeniu do 146,2 i 134,5 m). Grubość poszycia wynosiła 6–8 mm. Nadbudówki i wewnętrzne ścianki były wykonane w większości z lekkiego stopu aluminiowo-magnezowego AMG-5W dla zmniejszenia masy. Kadłub miał dwa zasadnicze pokłady: górny i dolny, a niżej dwie platformy. Zbiorniki paliwa i wody mieszczą się w podwójnym dnie, ciągnącym się po raz pierwszy w radzieckim okręcie na ok. 80% długości.  Maszynownie: dziobowa i rufowa dla zwiększenia odporności były odsunięte od siebie. Wysokość metacentryczna wahała się od 0,8 m przy wyporności standardowej przez 1,27 m przy normalnej do 1,57 m przy pełnej. Okręty miały pojedynczy ster i dwa chowane do kadłuba aktywne stabilizatory przechyłów na śródokręciu.
Główne stanowisko dowodzenia okrętu znajdowało się w kadłubie, na dolnym pokładzie pod nadbudówką dziobową (po raz pierwszy na radzieckich okrętach), stąd nadbudówka dziobowa miała niewielkie rozmiary i jej funkcja była zredukowana do pomostu używanego podczas marszu i manewrów oraz roli podstawy pod stację naprowadzania pocisków Jatagan. Okręt został zaprojektowany pod kątem obrony przed bronią masowego rażenia i pomieszczenia wewnętrzne stanowiły gazoszczelną cytadelę. Nowością było wykonanie w nadbudówkach szczelnego korytarza sztormowego, ciągnącego się przez całą długość, zwiększającego komfort przemieszczania się po pokładzie oraz spełniającego wymogi ochrony przed bronią masowego rażenia. Podkreślano, że nowością na okrętach była mesa dla marynarzy, lecz mimo to warunki bytowe załogi, przy braku iluminatorów, słabej wentylacji i izolacji akustycznej od szumu turbin, były oceniane jako mało komfortowe. Załoga wahała się od 266 ludzi na początku (22 oficerów) do 320 ludzi na zmodernizowanych okrętach projektu 61M (29 oficerów).

### Uzbrojenie
Główne uzbrojenie artyleryjskie – cztery działa uniwersalne kalibru 76 mm rozmieszczone były w dwóch dwudziałowych wieżach systemu AK-726 na pokładzie dziobowym i rufowym. Długość lufy wynosiła 59 kalibrów, kąt podniesienia od -10 do +85°, a szybkostrzelność do 90–107 strz/min na lufę. Masa pocisków wynosiła 5,9 kg, a efektywna donośność 11 km. Zapas amunicji na okręcie obejmował 2400 nabojów (600 na lufę). Stosowano pociski przeciwlotnicze z zapalnikiem radarowym i odłamkowo-burzące przeciw celom nawodnym. Wieże były naprowadzane automatycznie, z prędkością obrotu 35°/s. Każda wieża była naprowadzana własnym radarem artyleryjskim MR-105 Turiel, umieszczonym na nadbudówce dziobowej i przed rufową parą kominów (poniżej stacji naprowadzania rakiet Jatagan).

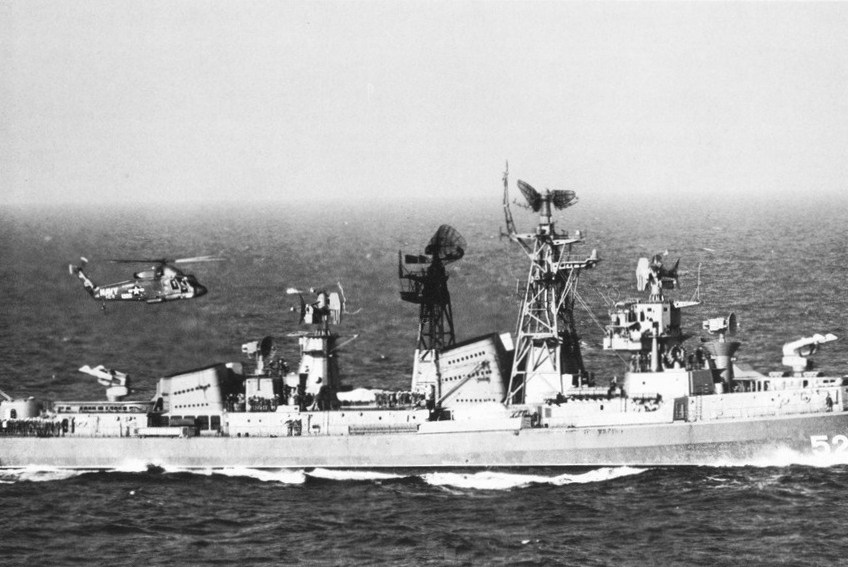
Śródokręcie „Komsomolca Ukrainy” z amerykańskim śmigłowcem SH-2

Miejsce na nadbudówkach za oboma wieżami dział, w superpozycji, zajmowały dwie podwójne wyrzutnie ZIF-101 pocisków przeciwlotniczych M-1 Wołna, z magazynami na 16 pocisków pod każdą wyrzutnią. Typowo zabierano 15 pocisków bojowych i 1 ćwiczebny. Zasięg wynosił do 15 km, a pułap do 10 km (rakiety W-600). Począwszy od 1977 roku systemy te modernizowano do wersji Wołna-M, z rakietami W-601 o zasięgu 22 km i pułapie 14 km, a następnie Wołna-N o obniżonym pułapie minimalnym i Wołna-P ze zwiększoną odpornością stacji na zakłócenia przed dodanie kanału optycznego. W toku służby wypraktykowano też strzelanie pociskami Wołna-M do celów morskich. Z wyrzutniami Wołna współpracowały dwie stacje radiolokacyjne naprowadzania rakiet Jatagan, na dachu sterówki i kolumnie między parami kominów. W 1979 roku podjęto decyzję o wymianie na okrętach stacji naprowadzania na Jatagan II.
Okręty projektu 61 miały jedną pięciorurową wyrzutnię torpedową PTA-53-61 kalibru 533 mm, umieszczoną na śródokręciu, na niskiej nadbudówce, w osi podłużnej okrętu. Zapas wynosił pięć torped przechowywanych w wyrzutniach. Początkowo stosowano torpedy parogazowe przeciw okrętom nawodnym 53-57 oraz elektryczne przeciw okrętom podwodnym SET-53, później odpowiednio wzory 53-65K i SET-65 (typowo zabierano dwie torpedy 53-65K i trzy SET-65). Do strzelania torpedowego służył system Tifon-61 lub 61M. Uzbrojenie przeciwpodwodne dopełniały miotacze rakietowych bomb głębinowych nowego systemu Smiercz, po raz pierwszy w ZSRR automatycznie przeładowywane. Dwie dwunastoprowadnicowe wyrzutnie RBU-6000 (Smiercz-2) umieszczone na nadbudówce dziobowej strzelały bombami RGB-60 o masie 119,5 kg na odległość 5,8 km, a zapas wynosił 192 bomby. Dwie sześcioprowadnicowe wyrzutnie RBU-1000 (Smiercz-3) umieszczone na nadbudówce na śródokręciu strzelały bombami RGB-10 o masie 196 kg na odległość 1 km, a zapas wynosił 48 bomb. Bomby miały zapalnik niekontaktowy, a wybuch jednej bomby z salwy powodował eksplozję pozostałych. Strzelaniem rakietowymi bombami głębinowymi kierował system Buria (na zmodernizowanych okrętach Buria-61M). 

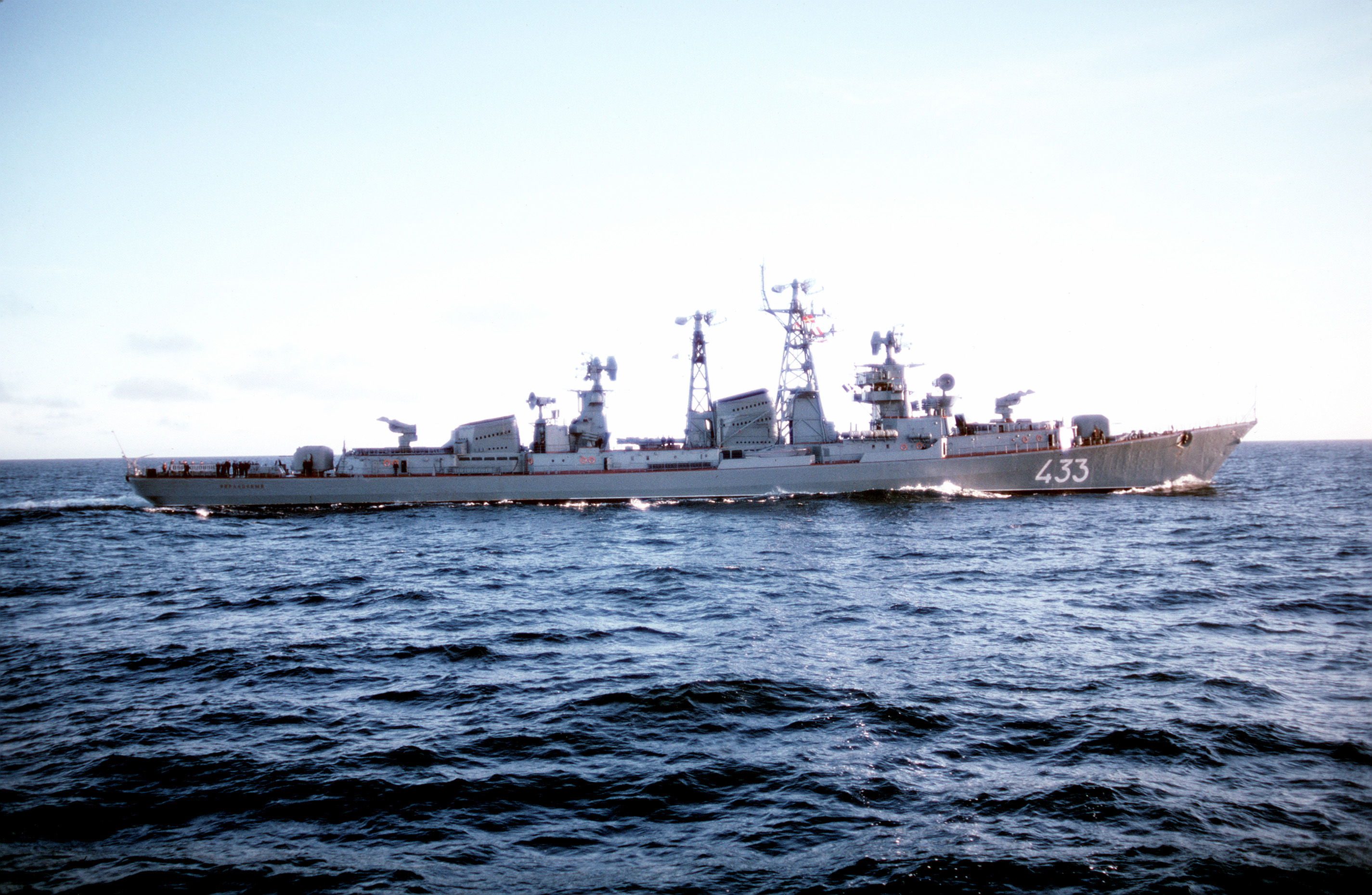
Niszczyciel „Obrazcowyj” w 1985 (niezmodernizowany)

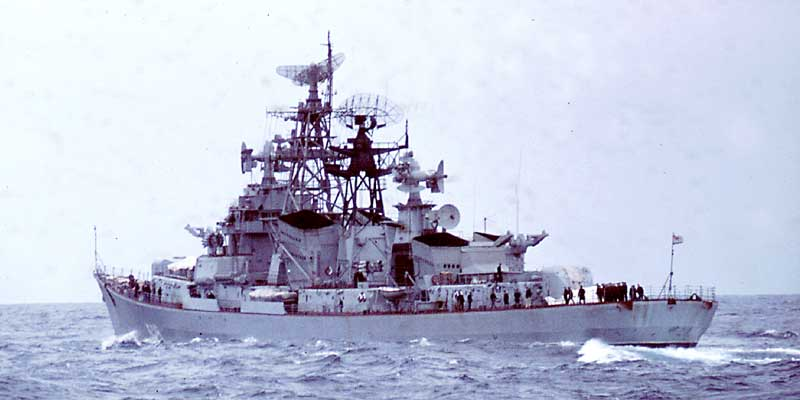
Niszczyciel rakietowy projektu 61 od rufy (niezmodernizowany)

Na rufie okrętu znajdowało się lądowisko, z którego mógł operować śmigłowiec do zwalczania okrętów podwodnych Ka-25PŁ; okręty zabierały 5800 l paliwa lotniczego i uzbrojenie dla śmigłowca (torpedy AT-1 kalibru 450 mm i bomby głębinowe). Brak było możliwości stałego bazowania śmigłowca z uwagi na brak hangaru. Na skutek niegotowości śmigłowca, zaczęły one być testowane na okrętach dopiero od 1967 roku. Od początku lat 80. śmigłowce były modernizowane w celu przenoszenia kierowanych bomb głębinowych KAB-250PŁ, torped naprowadzanych przewodowo T-67 Striż i rakietotorped APR-2.

### Wyposażenie elektroniczne
Pierwsze siedem okrętów, tzw. I serii, miały dwa radary dozoru ogólnego MR-300 Angara. Okręty drugiej serii wchodzące do służby od 1966 roku miały docelowy zestaw nowszych radarów: MR-310A Angara-A na wyższym maszcie dziobowym i MR-500 Kliwer (ros. Kliwier) na maszcie rufowym. Liczby oznaczały przybliżony maksymalny zasięg wykrywania (stacja Kliwer wykrywała (bombowiec Ił-28 na wysokości 10 km wykrywała z odległości 340 km w porównaniu do 140 km dla MR-310). Od niszczyciela „Smietliwyj” instalowano zmodernizowany radar MR-500U. Wszystkie radary działały na falach decymetrowych. Wczesne okręty miały jeden lub dwa radary nawigacyjne Don, a późniejsze: dwa radary nawigacyjne Wołga (na pierwszym maszcie, z przodu i tyłu). Ogniem pocisków przeciwlotniczych kierowały dwie stacje Jatagan, a ogniem dział – dwie stacje MR-105 Turiel. Okręty zmodernizowanego projektu miały też stacje MR-123 Wympeł-M kierowania ogniem armat AK-630 i systemy walki radioelektronicznej i wyrzutnie celów pozornych.
Okręty miały początkowo podkilowe stacje hydrolokacyjne MG-312 Titan i MG-311 Wyczegda z antenami we wspólnej opuszczanej opływce podkilowej. Pierwsza z nich służyła do wykrywania okrężnego, a druga do wskazywania celów. Stacje te mogły działać w trybie aktywnym z teoretycznym zasięgiem do 8 km lub pasywnym (namierzanie szumów), z zasięgiem do 18 km. Od 1977 roku montowano stacje hydrolokacyjne MG-7. Modernizowane okręty projektu 61M/MP otrzymały kompleks hydrolokacyjny MGK-335 Płatina z anteną holowaną i podkilową (opisany dalej). Okręty były też wyposażone w stacje wykrywania termicznego okrętów podwodnych MI-110R i MI-110K. Jako pierwszy stacje te otrzymał „Rieszitielnyj” w 1967 roku, po czym montowano je też na okrętach wcześniejszych. MI-110K wykrywała ślad cieplny pozostawiany przez okręt, a MI-110R promieniowanie podczerwone powierzchni wody, lecz nie spełniły one nadziei z uwagi na małą efektywność. Od 1974 roku stacje te były zastępowane zmodernizowaną stacją wykrywania śladu cieplnego MI-110KM.
Wszystkie okręty miały ponadto system identyfikacji swój-obcy (4 urządzenia zapytujące Nikiel-KM i 2 urządzenia odpowiadające Chrom-KM) i zestaw radiostacji. Zbieranie i przekazywanie informacji bojowych było dokonywane za pomocą systemu Płanszet-61.
W kodzie NATO poszczególne systemy otrzymały oznaczenia: radar Angara – Head Net, radar Kliwier – Big Net,   sonary MG-312 Titan – Bull Nose, MG-311 Wyczegda – Wolf Paw, MG-335 Płatina – Bull Horn, radary kierowania ogniem: Jatagan – Peel Group, MR-105 – Owl Screech, MR-123 – Bass Tilt.

### Napęd
Siłownia okrętowa składała się z czterech turbin gazowych DJe-59 o mocy łącznej 72 000 KM, rozmieszczonych po dwie w dwóch oddzielnych przedziałach. Turbiny są sprzężone w dwóch zespołach M-3, ze wspólną przekładnią redukcyjną z rewersem, umożliwiającą odłączenie turbiny w zespole, np. dla zwiększenia ekonomiki (układ COGAG). Dziobowy zespół był umieszczony po prawej stronie i napędzał prawą śrubę, a rufowy – po lewej stronie i napędzał lewą śrubę. Każda turbina odprowadzała spaliny do własnego szerokiego komina, o ażurowej konstrukcji, z systemem schładzania spalin w celu obniżenia widma cieplnego. Rozmiary kominów umożliwiały wymianę turbin przez ich luki. Turbiny produkował Jużnyj Turbinnyj Zawod w Mikołajowie. Przy pełnej prędkości śruby obracały się z prędkością 300 obr./min, a zużycie paliwa wynosiło 612 kg na milę morską. W maszynowniach umieszczone były też po dwa gazoturbogeneratory elektryczne GTU-6 o mocy po 600 kW i napięciu prądu przemiennego 380 V. Oprócz tego okręty miały dwa pomocnicze generatory spalinowe o mocy po 200 kW i dwa pomocnicze kotły parowe. Zapas paliwa wynosił 940 ton, a na modernizowanych okrętach, 950 ton. Śruby były czterołopatowe, o średnicy 3,9 m. Pełna prędkość wynosiła 34 węzły, a dla projektu 61M – 32 węzły, lecz w praktyce okręty ją przewyższały. Bojowa prędkość ekonomiczna wynosiła 24 węzły, a z opuszczoną opływką sonaru, 18 węzłów. Zasięg wynosił 3500 Mm przy prędkości ekonomicznej i 1520 Mm przy pełnej (w projekcie 61M wzrósł do 4000 Mm przy prędkości ekonomicznej, natomiast polskie publikacje podają nawet 5000 Mm przy 18 w).

### Ocena
Okręty proj. 61 były pierwszymi dużymi okrętami napędzanymi wyłącznie turbinami gazowymi, szeroko później stosowanymi w konstrukcji okrętów na świecie. Rozwiązanie to pozwalało zmniejszyć masę siłowni o prawie połowę w stosunku do podobnej turboparowej i pozwalało na szybszy rozruch (od zimnego stanu można było uruchomić turbiny w ciągu kilku minut, a w ciągu 10 minut osiągnąć pełną moc). Do jego ujemnych cech na okrętach proj. 61 należał jednak spory poziom emitowanego szumu, dokuczliwego dla załogi. Z tej przyczyny okręty te nazywane były, zwłaszcza przez lotników latających nad nimi, „śpiewającymi fregatami” (pojuszczije friegaty). Były też pierwszymi radzieckimi okrętami przeznaczonymi do celów obrony przeciwlotniczej za pomocą kierowanych pocisków rakietowych oraz wyposażonymi w dwie wyrzutnie rakietowe – na nieco wcześniej zbudowanych krążownikach projektu 58, jedna wyrzutnia pocisków przeciwlotniczych Wołna była tylko uzupełnieniem uzbrojenia. Były także pierwszymi przystosowanymi do bazowania na nich śmigłowca. Przez to, były ważnym etapem w radzieckim budownictwie okrętowym. Okręty proj. 61 były ponadto szybkie i miały dobrą dzielność morską, pokład nie ulegał zalewaniu przez fale, były też wyposażone w skuteczne aktywne stabilizatory przechyłów (największa prędkość osiągnięta na próbach   to 39 węzłów). Za opracowanie projektu 61, grupa jego konstruktorów otrzymała nagrodę leninowską.
Ocena projektu jednak nie była jednoznacznie pozytywna. Pomimo bogatego uzbrojenia, brakowało im możliwości zwalczania celów powietrznych i okrętów podwodnych na większych odległościach, oraz możliwości nawiązania skutecznej walki z okrętami nawodnymi. Pociski M-1 Wołna nie zapewniały efektywnej obrony zespołów floty przed większymi atakami, przy ich zasięgu ograniczonym do 15 km oraz możliwości zwalczania tylko jednego celu na zestaw. Jedynie w niewielkim stopniu uległo to poprawie przy modernizacji systemu do standardu Wołna-M o zasięgu do 22 km i możliwości wykorzystania przeciw okrętom, co było realizowane podczas remontów dopiero od 1977 roku. Szybkostrzelna artyleria mogła być skuteczna przeciw samolotom na małych odległościach, lecz jej mały kaliber skutkował niewielką skutecznością w walce z okrętami. Okręty nie miały też uzbrojenia do walki z okrętami podwodnymi na większych odległościach, a stałe bazowanie na nich śmigłowca i jego eksploatację utrudniał brak hangaru. Podkilowa stacja hydrolokacyjna miała jednakże początkowo ograniczony zasięg wykrywania (3,5 km), uniemożliwiający nawet wykorzystanie torped przeciw okrętom podwodnym na ich maksymalnym zasięgu (8 km) – przy tym same okręty podwodne mogły atakować okręt z większej odległości. Stopniowo ulepszano stacje hydrolokacyjne, lecz znaczący wzrost możliwości wykrywania okrętów podwodnych nastąpił dopiero na modernizowanych okrętach (zobacz niżej). Podczas modernizacji okręty otrzymały kompleks pocisków rakietowych woda-woda P-15M, lecz szybko przestał być nowoczesny, przy tym miał większe gabaryty i mniejszą liczbę pocisków, niż wprowadzane w drugiej połowie lat 70. systemy zachodnie. Zasięg pływania okrętów był mniejszy od porównywalnych okrętów zagranicznych. Do wad projektu zaliczano też niewygodę załogi (słaba wentylacja i hałas). Z kolei szerokie zastosowanie stopów lekkich i słabość systemu przeciwpożarowego zwiększały niebezpieczeństwo pożaru w razie uszkodzeń (przykład zatonięcia niszczyciela „Otważnyj”).

## Wersje i modernizacje

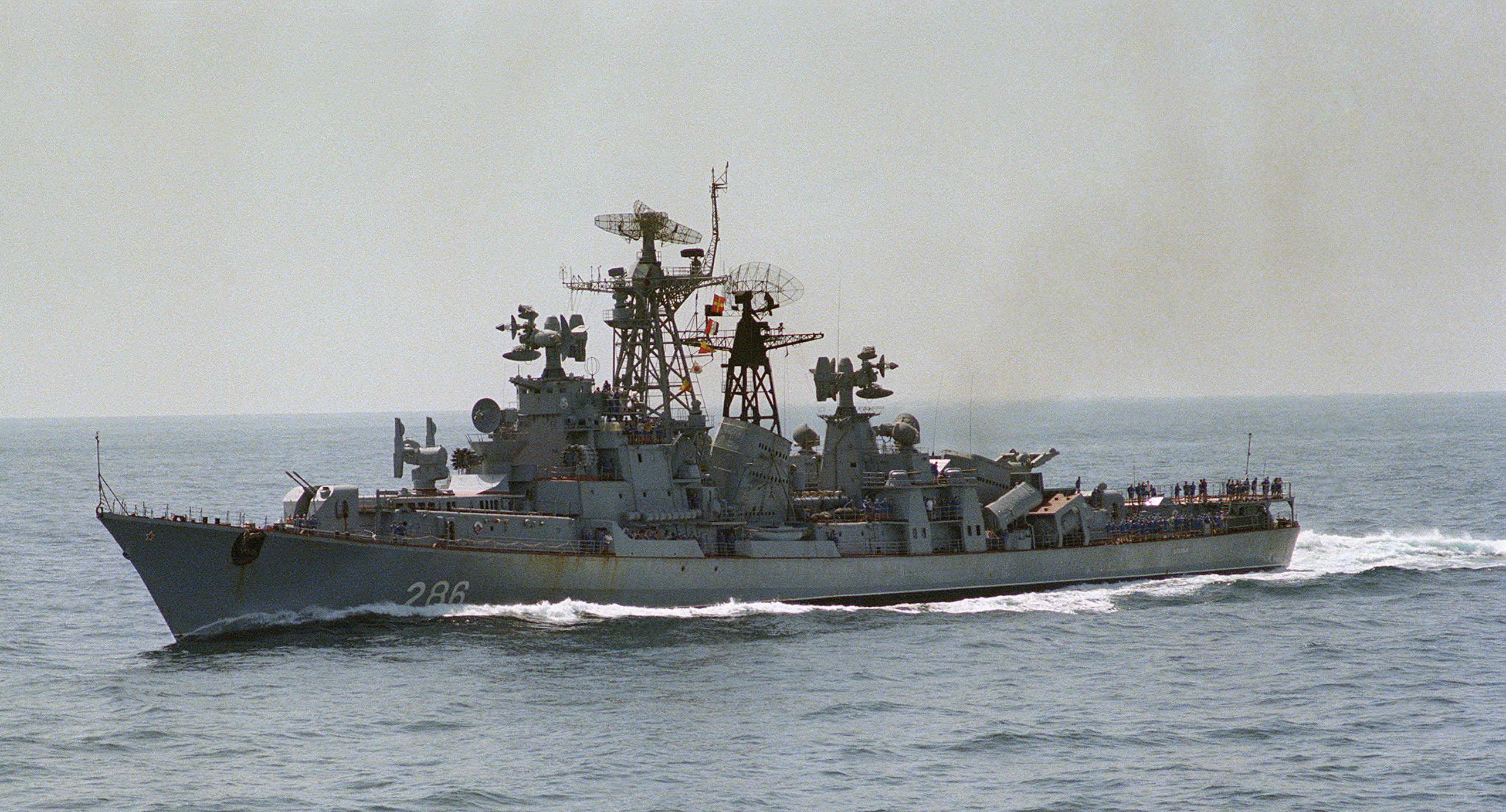
Niszczyciel projektu 61M „Sdierżannyj”

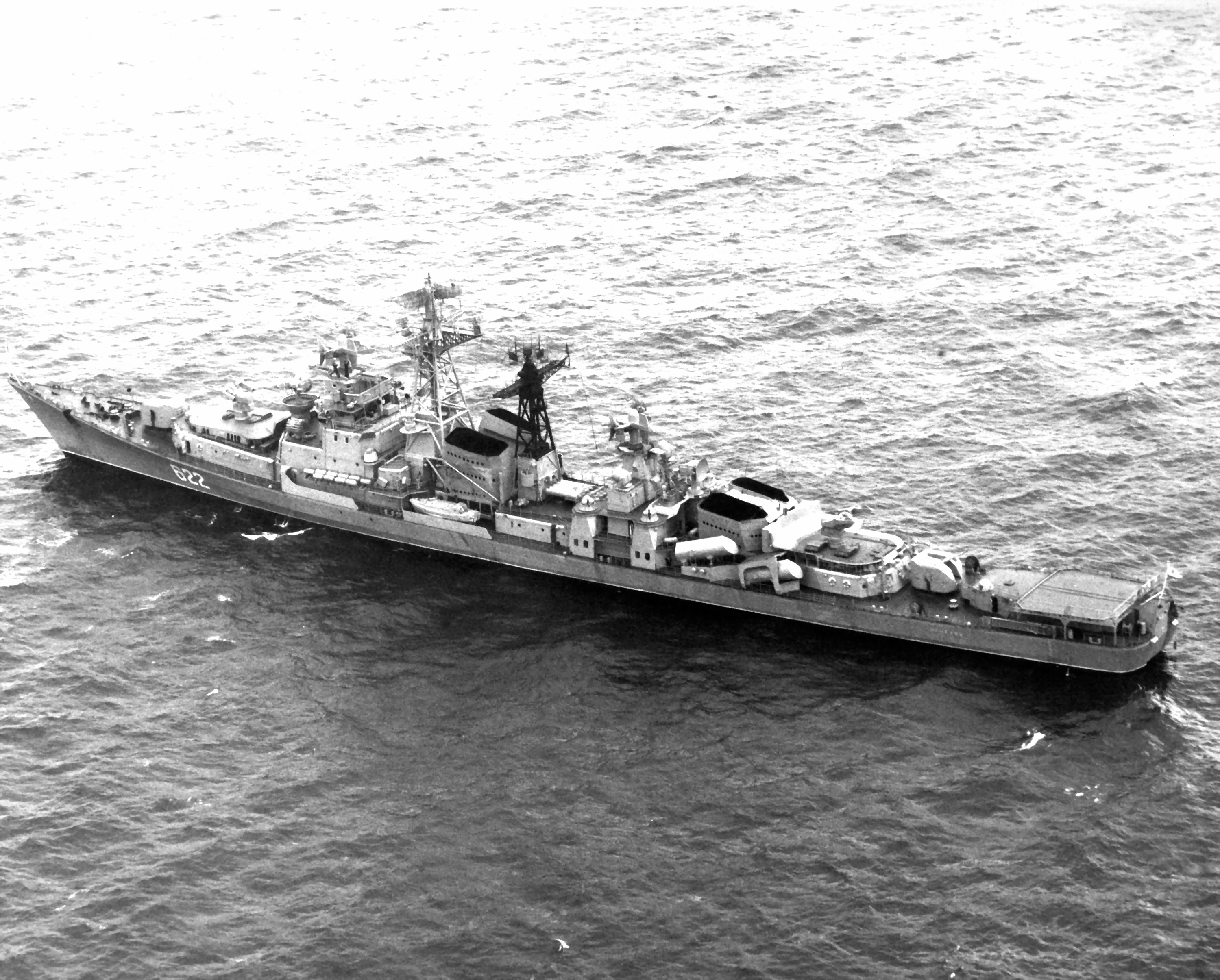
Niszczyciel projektu 61MP „Ogniewoj”

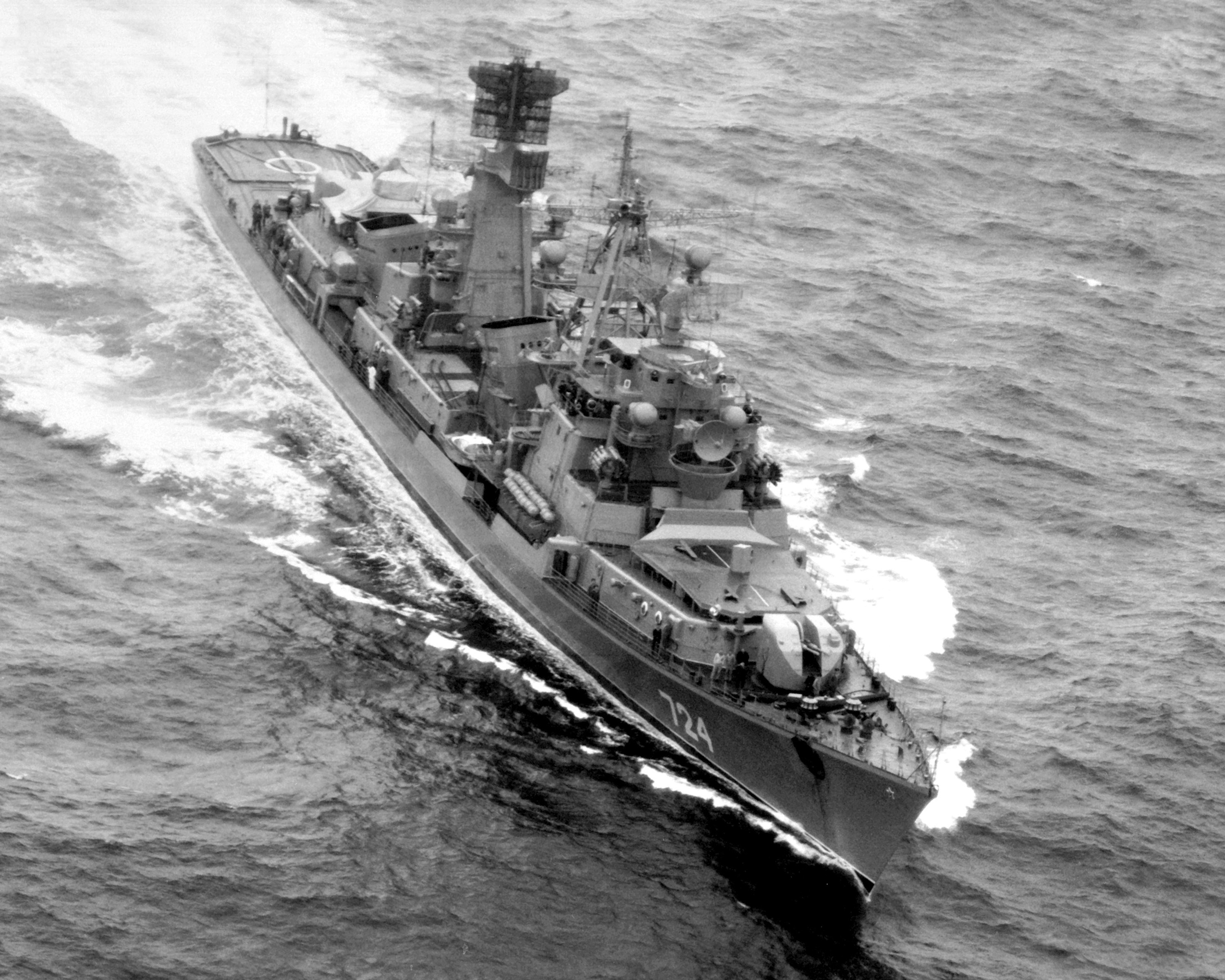
„Prowornyj” po modernizacji według projektu 61E (wyrzutnia rakiet na rufie zasłonięta)

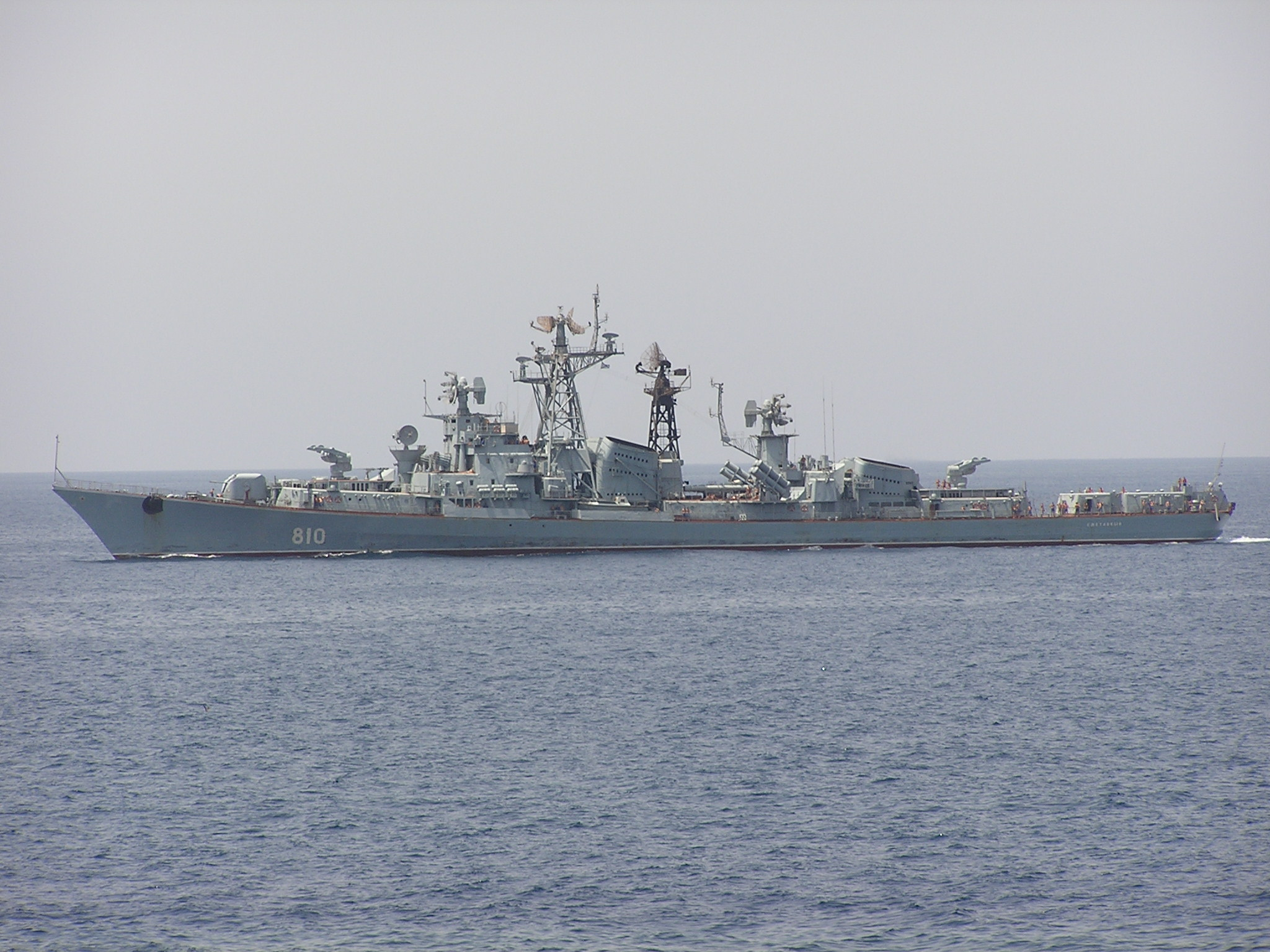
Niszczyciel „Smietliwyj” po modernizacji – widoczne wyrzutnie rakiet Ch-35

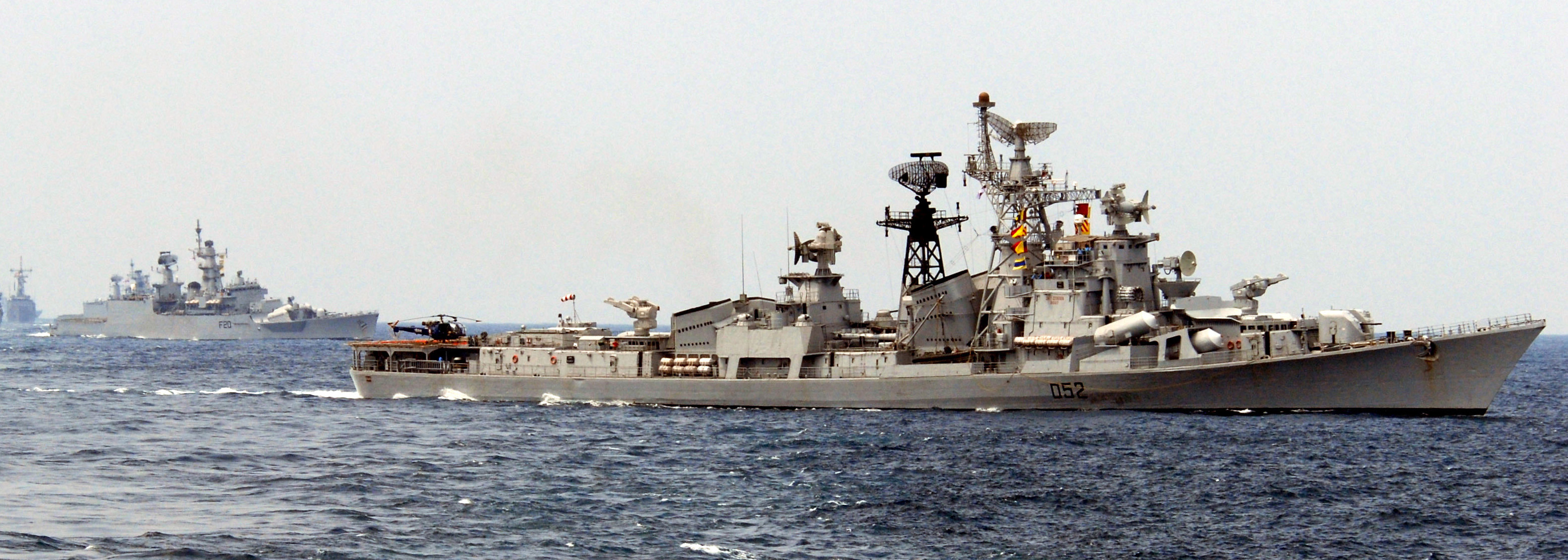
Indyjski niszczyciel „Rana” proj. 61ME

Wśród okrętów projektu 61 wyróżnia się dwie grupy: pierwsze siedem okrętów (cztery zbudowane w Mikołajowie i trzy w Leningradzie) miały dwa radary MR-300 Angara, a pozostałe, wchodzące do służby od 1966 roku, radary MR-310 Angara i MR-500 Kliwer. W części dokumentów okręty II serii oznaczane są jako projekt 61A. Stopniowo na kolejnych okrętach modernizowano wyposażenie elektroniczne i część modyfikacji wprowadzano też na wcześniejszych jednostkach. Na okrętach od 1977 roku modernizowano system przeciwlotniczy M-1 Wołna z pociskami W-600 do nowocześniejszej wersji Wołna-M z pociskami W-601, a następnie na części okrętów, do wersji Wołna-P.
W związku z brakiem zdolności uderzeniowych okrętów, projekt ulepszono i ostatni okręt „Sdierżannyj” ukończono już jako projekt 61M (ros. М – modiernizirowannyj). Następnie, między 1971 a 1981 rokiem zmodernizowano w taki sposób pięć zbudowanych okrętów, oznaczonych jako projekt 61MP (ros. МП). Najbardziej widoczną zmianą stało się zainstalowanie w rufowej części czterech nieruchomych kontenerowych wyrzutni pocisków rakietowych woda-woda P-15M, skierowanych do tyłu, po dwa na burtach. Istotnym ulepszeniem była zamiana stacji hydrolokacyjnej na kompleks II generacji MGK-335 Płatina o znacznie lepszych parametrach, z anteną podkilową oraz anteną holowaną na rufie. Stacja ta ma możliwość aktywnego wykrywania okrętów podwodnych w odległości 25–30 km i pasywnego (szumonamierzania) z odległości 4–6 km; może również wykrywać torpedy z odległości 3 km. Zainstalowanie na rufie anteny holowanej sonaru wymagało podniesienia wyżej lądowiska dla śmigłowca.  Wreszcie dodano dwie pary automatycznych sześciolufowych działek obrony przeciwlotniczej i przeciwrakietowej kalibru 30 mm AK-630M, po jednej parze wraz z radarem kierowania ogniem MR-123 Wympieł-M na wysokich postumentach na każdej z burt w rejonie śródokręcia. Usunięto natomiast dwie wyrzutnie rakietowych bomb głębinowych RBU-1000, znajdujące się wcześniej w miejscu działek. Modernizowane okręty otrzymały też m.in. system walki radioelektronicznej MP-401 Start i stację odbioru sygnałów z boi hydrokaustycznych MG-409P. Na czterech modernizowanych okrętach wymieniono wyrzutnie torpedowe na PTA-53-1123/2 (zdjęte z krążowników śmigłowcowych projektu 1123). Zwiększono wreszcie zapas paliwa do 950 t i zapas prowiantu, co spowodowało wzrost autonomiczności do 25 dni oraz zasięgu do obliczeniowych 4000 Mm („Sdierżannyj” podczas prób przeszedł 4640 Mm z prędkością 18 w). W kodzie NATO okręty te zostały oznaczone jako Modified Kashin (Kashin Mod.).
Jeden okręt „Prowornyj” został w latach 1974-1977 przebudowany na projekt 61E (ros. Э – ekspierymentalnyj), w celu przetestowania nowego systemu przeciwlotniczego Uragan. Zdemontowano z niego obie wyrzutnie pocisków Wołna i na miejsce rufowej zainstalowano jednoprowadnicową wyrzutnię ZS-90 systemu Uragan, z zapasem 24 pocisków 9M38. Planowano zainstalowanie także dwóch takich wyrzutni na dziobie oraz modernizację dalszych czterech okrętów, lecz planów tych nie zrealizowano z przyczyn finansowych. System Uragan był nowoczesny i oferował znacznie lepsze możliwości zwalczania celów powietrznych (zasięg: 3,5 – 25 km, pułap – od 0,01 do 15 km). Zastosowano też nowszy radar dozoru ogólnego MR-700 Friegat-M na maszcie nowej konsym .
W II połowie lat 80. opracowano kolejny wariant modernizacji oznaczony jako projekt 01090. Poddano jej tylko jeden okręt „Smietliwyj”, a prace zakończono w 1998 roku. Zastosowano na nim nowe małogabarytowe pociski rakietowe woda-woda Ch-35 Uran (kompleks 3M24), o zasięgu 130 km i masie głowicy od 90 do 145 kg. Podstawy dla dwóch poczwórnych wyrzutni zainstalowano na przełomie lat 80. i 90. w miejsce zdemontowanych wyrzutni rakietowych bomb głębinowych RBU-1000 na śródokręciu. Ponadto, zastosowano na nim nowy nieakustyczny kompleks wykrywania okrętów podwodnych MNK-300 z 300-metrową anteną holowaną, co wymagało zdemontowania rufowej wieży dział. Modernizacji niszczyciela „Sposobnyj” według projektu 01091, przewidującej instalację nowego systemu hydrolokacyjnego Klipier z anteną holowaną, nie udało się natomiast dokończyć z powodu braku środków.
Między 1976 a 1982 rokiem położono stępki pod budowę pięciu okrętów ulepszonego eksportowego projektu 61ME dla Indii, które weszły do służby w latach 1979–1987. Indyjskie okręty zwane są również typem Rajput od imienia pierwszej zbudowanej dla tego kraju jednostki, natomiast według nomenklatury NATO określone zostały jako typ Kashin II. W odróżnieniu od okrętów radzieckich, otrzymały 4 wyrzutnie KT-97M pocisków woda-woda P-15ME lub P-20 (eksportowa modyfikacja P-15M) skierowane do przodu, po bokach nadbudówki dziobowej. Zamiast wieży rufowej dział 76 mm zastosowano zagłębiony hangar dla śmigłowca, co polepszyło warunki jego wykorzystania. Zamierzano początkowo zastąpić dziobową wieżę przez armatę 100 mm AK-100, lecz w tym czasie jeszcze nie była ona dopuszczona do eksportu. Początkowo przewidywano także zastosowanie starszych podwójnie sprzężonych działek przeciwlotniczych AK-230 z radarami MR-104, zastąpionych ostatecznie przez AK-630M z radarami MR-123.
W latach 90. stocznia Mazagon Dock Ltd w Bombaju zbudowała dla Marynarki Wojennej Indii serię trzech niszczycieli rakietowych typu Delhi. Okręty te powstały w wyniku doświadczeń indyjskich, rosyjskich, jak i państw zachodnich. Ogólna koncepcja kadłuba oraz rozmieszczenia uzbrojenia została oparta na niszczycielach projektu 61ME. Szczególne podobieństwo można zauważyć w sposobie umiejscowienia nadbudówek, kominów i masztów, przy czym okręty indyjskie są niemal o połowę większe pod względem wyporności. Na pokładach jednostek typu Delhi znalazły się nowsze generacje uzbrojenia produkcji rosyjskiej w podobnej ilości do poprzedników, w tym wspomniana armata morska AK-100 oraz pociski przeciwokrętowe Ch-35 Uran.

## Służba
Okręty proj. 61 wchodziły w latach 1963-1973 na uzbrojenie wszystkich czterech radzieckich flot, najwięcej – Floty Czarnomorskiej. Brak było w ich karierze bezpośrednich epizodów bojowych, ciekawsze epizody służby opisano poniżej.
W czerwcu 1964 roku „Komsomolec Ukrainy” i „Soobrazitielnyj” wyszły na pierwszy rejs w ramach tzw. służby bojowej na Morze Śródziemne, odwiedzając przy tym porty jugosłowiańskie Split i Dubrownik. W 1966 roku „Odarionnyj” przepłynął z Zatoki Kolskiej do Władywostoku drogą północną. W czerwcu 1967 roku cztery okręty „Komsomolec Ukrainy”, „Soobrazitielnyj”, „Prowornyj” i „Otważnyj” pełniły służbę dozorową u brzegów Egiptu, pomagając siłom egipskim, w związku z wojną izraelsko-arabską. Ponownie część okrętów pełniła służbę u brzegów Egiptu w latach 1968 i 1970-1974 oraz na rzecz Syrii w październiku 1973. Z kolei w sierpniu i październiku 1974 „Skoryj” i „Sdierżannyj” ubezpieczały operację rozminowywania Kanału Sueskiego.
Dopiero od października 1972 roku okrętom malowano nazwy na burtach, w rejonie wież rufowych. Poza tym, nosiły one zmienne numery taktyczne.
30 sierpnia 1974 ok. 10 na niszczycielu „Otważnyj” podczas ćwiczeń na Morzu Czarnym w rejonie Chersonez doszło do samoczynnego uruchomienia silnika jednego z pocisków przeciwlotniczych w rufowym magazynie, na skutek czego doszło do wybuchu pocisków i zatopienia kilku przedziałów (zginęło 24 marynarzy). Podjęto próby odholowania okrętu, lecz walka z pożarem i przechyłem na prawą burtę była nieskuteczna, dodatkowo o 14.45 wybuchły bomby głębinowe, a następnie zbiornik paliwa lotniczego. O 15.57 okręt zatonął, rufą w dół.
Po rozpadzie ZSRR, wszystkie okręty przejęła Rosja. W obliczu kryzysu finansowego, w jakim znalazła się marynarka rosyjska w latach 90., na początku tej dekady wycofano większość okrętów proj. 61, które nie były już w tym czasie nowoczesne. Część nie ukończyła remontów, w których się znajdowała, część wycofano na skutek postępującej degradacji technicznej w połowie dekady. Ostatnimi okrętami pozostającymi we flocie Rosji pod koniec XX wieku były „Sdierżannyj” i „Smietliwyj”. W 1994 i 1995 „Sdierżannyj” działał u brzegów ogarniętej wojną domową Abchazji. W 2002 „Sdierżannyj” był już wycofany, a „Smietliwyj” pozostawał w służbie, ale jego status operacyjny był ograniczony. 28 sierpnia 2020 „Smietliwyj” został wycofany ze służby i przeznaczony na okręt-muzeum w Seawstopolu
W służbie w 2007 znajdowały się natomiast wszystkie jednostki indyjskie. Na niszczycielu „Rajput” zamiast przednich hangarów dla rakiet P-15 klasy woda-woda, zamontowano po dwie dwururowe wyrzutnie naddźwiękowych pocisków manewrujących PJ-10 BrahMos, opracowanych wspólnie z Rosjanami. W latach 2003–2005 jednostka wykonała czterokrotnie próbne strzelania rakietowe z użyciem nowego rodzaju uzbrojenia, a tym samym niszczyciele projektu 61ME stały się pierwszymi okrętami, z których wystrzelono pociski typu BrahMos.
Przydział okrętów do flot radzieckich:
- Flota Czarnomorska: „Komsomolec Ukrainy”, „Soobrazitielnyj” (do 1982), „Prowornyj”, „Otważnyj”, „Krasnyj Kawkaz”, „Rieszytielnyj”, „Smietliwyj”, „Smiełyj” (do 1982), „Krasnyj Krym”, „Skoryj”, „Sdierżannyj"
- Flota Północna: „Soobrazitielnyj” (od 1982), „Strojnyj” „Smyszlonyj”, „Ogniewoj” (od 1971), „Odarionnyj” (do 1966)
- Flota Oceanu Spokojnego: „Strogij”, „Sposobnyj”, „Odarionnyj” (od 1966), „Stierieguszczij"
- Flota Bałtycka: „Smiełyj” (1982-1987), „Ogniewoj” (do 1971), „Obrazcowyj”, „Sławnyj"

Z wizyt w portach zagranicznych, okręty odwiedziły m.in.
- Gdynię – „Obrazcowyj” (1967 i 1980), „Sławnyj” (1987)
- Bombaj – „Stierieguszczij” (1968)
- Basrę – „Stierieguszczij” (1968), „Odarionnyj” (1976)
- Hawanę – „Soobrazitielnyj” (1969), „Krasnyj Kawkaz” (1986), „Smyszlonyj” (1971), „Sławnyj” (1985)
- Reykjavík – „Strojnyj” (1969)
- Cherbourg – „Obrazcowyj” (1970)
- Kopenhagę – „Sławnyj” (1971)
- Marsylię – „Prowornyj” i „Krasnyj Kawkaz” (1973)
- Tarent – „Otważnyj” (1973), „Krasnyj Krym” (1990)
- Tulon – „Krasnyj Krym” (1975)
- Vancouver – „Sposobnyj” (1976)
- Portsmouth – „Obrazcowyj” (1976)
- Bordeaux – „Smyszlonyj” (1978)
- Szczecin – „Sławnyj” (1988)

W 1987 roku „Smiełyj” został wydzierżawiony Polsce, gdzie 9 stycznia 1988 wszedł do służby jako ORP „Warszawa”, wchodząc w skład 3 Flotylli Okrętów i stając się okrętem flagowym polskiej Marynarki Wojennej. Na przełomie 1992 i 1993 roku Polska odkupiła niszczyciel od Rosji. Wycofano go ze służby 5 grudnia 2003 i przeniesiono do rezerwy.

## Okręty
| Nazwa                                     | położenie stępki | wodowanie    | wejście do służby | modernizacja |
| ----------------------------------------- | ---------------- | ------------ | ----------------- | ------------ |
| Komsomolec Ukrainy (Комсомолец Украины)   | 15. 09. 1959     | 31. 12. 1960 | 31. 12. 1962      | –            |
| Soobrazitielnyj (Сообразительный)         | 20. 07. 1960     | 04. 11. 1961 | 26. 12. 1963      | –            |
| Prowornyj (Проворный)                     | 10. 02. 1961     | 21. 04. 1962 | 25. 12. 1964      | proj. 61E    |
| Ogniewoj (Огневой)                        | 09. 05. 1962     | 31. 05. 1963 | 31. 12. 1964      | proj. 61MP   |
| Odarionnyj (Одарённый)                    | 22. 01. 1963     | 11. 09. 1964 | 30. 12. 1965      | –            |
| Obrazcowyj (Образцовый)                   | 29. 07. 1963     | 23. 02. 1964 | 29. 09. 1965      | –            |
| Otważnyj (Отважный)                       | 10. 08. 1963     | 17. 10. 1964 | 31. 12. 1965      | –            |
| Strojnyj (Стройный)                       | 20. 03. 1964     | 28. 07. 1965 | 15. 12. 1966      | proj. 61MP   |
| Sławnyj (Славный)                         | 26. 07. 1964     | 24. 04. 1965 | 30. 09. 1966      | proj. 61MP   |
| Stierieguszczij (Стерегущий)              | 26. 07. 1964     | 20. 02. 1966 | 21. 12. 1966      | –            |
| Krasnyj Kawkaz (Красный Кавказ)           | 25. 11. 1964     | 09. 02. 1966 | 25. 09. 1967      | –            |
| Rieszytielnyj (Решительный)               | 25. 06. 1965     | 30. 06. 1966 | 30. 12. 1967      | –            |
| Smyszlonyj (Смышлёный)                    | 15. 08. 1965     | 22. 10. 1966 | 27. 09. 1968      | proj. 61MP   |
| Strogij (Строгий)                         | 22. 02. 1966     | 29. 04. 1967 | 24. 12. 1968      | –            |
| Smietliwyj (Сметливый)                    | 15. 07. 1966     | 26. 08. 1967 | 25. 09. 1969      | Uran         |
| Smiełyj (Смелый) (od 1988 ORP „Warszawa”) | 15. 11. 1966     | 06. 02. 1968 | 27. 12. 1969      | proj. 61 MP  |
| Krasnyj Krym (Красный Крым)               | 23. 02. 1968     | 28. 02. 1969 | 15. 10. 1970      | –            |
| Sposobnyj (Способный)                     | 10. 03. 1969     | 11. 04. 1970 | 25. 09. 1971      | –            |
| Skoryj (Скорый)                           | 20. 04. 1970     | 26. 02. 1971 | 23. 09. 1972      | –            |
| Sdierżannyj (Сдержанный)                  | 10. 03. 1971     | 25. 02. 1972 | 30. 12. 1973      | proj. 61M    |
| Okręty indyjskie                          |                  |              |                   |              |
| Rajput (eks „Nadieżnyj”)                  | 11. 09. 1976     | 17. 09. 1977 | 04. 05. 1980      | proj. 61ME   |
| Rana (eks „Gubitielnyj”)                  | 29. 11. 1976     | 27. 09. 1978 | 10. 02. 1982      | proj. 61ME   |
| Ranjit (eks „Łowkij”)                     | 29. 06. 1977     | 16. 06. 1979 | 24. 11. 1983      | proj. 61ME   |
| Ranvir (eks „Twiordyj”)                   | 24. 10. 1981     | 12. 03. 1983 | 1986              | proj. 61ME   |
| Ranjivey (eks „Tołkowyj”)                 | 19. 03. 1982     | 01. 02. 1986 | 1988              | proj. 61ME   |

"Ogniewoj”, „Obrazcowyj”, „Odarionnyj”, „Sławnyj” oraz „Stierieguszczij” budowane były w stoczni nr 190 im. A. Żdanowa w Leningradzie, natomiast pozostałe okręty powstały w stoczni nr 445 im. 61 Komunardów w Mikołajowie.

## Dane taktyczno – techniczne
- wymiary:
  - długość całkowita: 144 / 146,2 m (proj. 61 / 61MP)
  - długość na linii wodnej: 132 m
  - szerokość całkowita: 15,8 m
  - szerokość na linii wodnej: 14 m
  - zanurzenie: 3,94 – 4,6 m (standardowa / pełna wyporność)
  - wysokość burt: 8,1 – 13,2 m
  - wysokość metacentryczna: 0,9 – 1,57 m (wyporność standardowa / pełna)
- napęd: 4 turbiny gazowe M-8Je[10] (według innych źródeł, DJe59[28]) w dwóch zespołach M-3 o mocy łącznej 72 000 KM, 2 śruby
- prędkość: pełna 34 węzły, ekonomiczna bojowa 24 w
- zasięg: 3500 mil morskich przy prędkości 18 w, 3100 Mm / 24 w, 1520 Mm /34 w
- zapas paliwa: 940-950 t
- autonomiczność – 20 dób
- załoga: 266-320 (w tym 22-29 oficerów)

Uzbrojenie:
- Proj. 61M/MP
  - 4 wyrzutnie KT-15M pocisków przeciwokrętowych P-15M (zasięg 8–80 km, masa głowicy 480 kg, 4 pociski)
  - 2 podwójne wyrzutnie ZIF-101 pocisków przeciwlotniczych średniego zasięgu M-1 Wołna-M (zasięg 4–22 km, pułap 0,1–14 km, 32 pociski)
  - 4 działa uniwersalne kalibru 76,2 mm AK-726 w 2 wieżach (2xII)
  - 4 działka przeciwlotnicze i przeciwrakietowe 30 mm AK-630
  - 1 pięciorurowa wyrzutnia PTA-53-61 lub PTA-53-1123/2 torped przeciw okrętom podwodnym i nawodnym kalibru 533 mm (5 torped)
  - 2 dwunastoprowadnicowe wyrzutnie RBU-6000 rakietowych bomb głębinowych (zapas 192 bomb RGB-60, zasięg 5,8 km)
  - 1 śmigłowiec Ka-25PŁ